# 경강상인
경강상인(京江商人) 또는 경상(京商)은 조선시대 한양(서울)의 상인으로. 한강을 끼고 경기·충청 일대에서 활약하였다.
임진왜란과 병자호란 이후 전국 각지에 사상(私商)이 일어나 상거래를 활발히 전개하였는데, 이들의 거래 무대와 지역에 따라 명칭을 각각 달리하였다. 개성상인은 송상(松商), 의주상인은 만상(灣商), 평양상인은 유상(柳商), 동래상인은 내상(萊商), 그 밖의 행상을 보부상이라 하였다.

## 같이 보기
- 개성상인
- 의주상인
- 객주